# Seigneurie de l'Île-Verte
La seigneurie de l'île-Verte était une seigneurie, un mode de division et d'organisation sociale du territoire, lors de la colonisation de la Nouvelle-France sous le régime français entre 1623 et 1763. Elle était située à l'intérieur du territoire de la municipalité de L'Isle-Verte dans le Bas-Saint-Laurent au Québec.

## Histoire
La seigneurie est concédée pour une première fois en 1653 à Jean Lauson de la Citière par son père Jean de Lauzon, Gouverneur de la Nouvelle-France. Il ne fait aucun doute que le geste du gouverneur vise à s'assurer du lucratif commerce de la traite des fourrures dans le Bas-Saint-Laurent. Le territoire concédé par Lauzon mesure trois lieues de front sur le fleuve Saint-Laurent par trois lieues de profondeur et inclut la rivière au saumon situé en face de l'Île-Verte auquel elle doit son toponyme.  
Les autorités de la Nouvelle-France ne tiendront pas compte de cette première concession lorsqu'elle concède à nouveau la seigneurie à Augustin Rouer de Villeray et de la Cardonnière et son frère Louis Rouer d’Artigny en considération du rôle important joué par leur père dans la colonie. En 1688, Augustin Rouer de Villeray obtient la concession de la seigneurie de Rimouski située plus haut en aval du Saint-Laurent et abandonne à son frère Louis ses droits sur la seigneurie de l'Île-Verte.
Louis Rouer d'Artigny obtient un agrandissement du territoire de la seigneurie en 1689 mais ne s'y installe pas. Le 1er mai 1701, il vend la seigneurie à Pierre de Niort de La Minotière pour la somme de 4800 livres. Pierre de Niort ne s'installe pas dans la seigneurie et la revend en 1711 à Jean-Baptiste Coté, un cultivateur de l'Île d'Orléans, en contrepartie de deux terres que ce dernier y possède. Jean-Baptiste Coté s'y installe avec sa famille et devient le premier seigneur résident de l'Isle-Verte.
En 1724, les paroissiens de la seigneurie voit l'arrivée du père récollet Ambroise Rouillard qui pendant près d'une trentaine d'années, à l'exception de la période allant de 1735 à 1745, agit comme missionnaire itinérant et dessert les habitants de l'Île-Verte, Trois-Pistoles et Rimouski,. En plus d'être le « pasteur attentif, fidèle et dévoué » des citoyens du Bas-Saint-Laurent, le missionnaire aide aussi les familles en rédigeant les actes notariés de certains mariages et successions.
Le nom de l'ancienne municipalité de Saint-Jean-Baptiste-de-l'Isle-Verte, instituée en paroisse en 1828 et fusionnée en 2000 pour former l'actuelle L'Isle-Verte, est probablement relié au nom du premier seigneur de l'endroit Jean-Baptiste Coté ainsi qu'au missionnaire catholique Jean-Baptiste de La Brosse qui était responsable de ce territoire de mission de 1766 à 1782.